# Autoba dubia
Autoba dubia là một loài bướm đêm trong họ Erebidae.